# Општина Извоаре (Долж)
Извоаре (рум. Izvoare) општина је у Румунији у округу Долж.
Oпштина се налази на надморској висини од 128 m.